# ضريح الشاه فيروز
ضريح الشاه فيروز (بالفارسية: آرامگاه شاه فیروز) هو ضريح تاريخي يعود إلى القرن التاسع الهجري، ويقع في مقاطعة سيرجان.